# Pueblo Baga
Los baga son un grupo étnico de África occidental que vive en las tierras pantanosas del sur de la costa atlántica de Guinea. Tradicionalmente animistas durante la época precolonial, se convirtieron al Islam a mediados del siglo XVIII bajo la influencia de los misioneros musulmanes mandé. Algunos continúan practicando sus rituales tradicionales.
Su economía se fundamenta en el cultivo de arroz. El pueblo Baga habla un idioma de la rama atlántica de la familia Níger-Congo. También son conocidos por sus obras de arte animistas de gran belleza y sofisticación que han sido expuestas y conservadas en muchos de los principales museos del mundo y que tienen su origen principalmente en su sociedad secreta de iniciación de los jóvenes. Tras la independencia de Francia, un gobierno marxista totalitario tomó el poder en Guinea en 1958. Su programa de desmitificación duró hasta 1984, destruyendo las creencias tradicionales y las artes rituales del pueblo Baga.

## Etnonimia
Según las fuentes y el contexto, observamos diferentes formas: Aga, Baele, Baga-Binari, Baga-Koga, Bagas, Bagga, Bago, Bailo, Barka, Boloes, Kalum, Zape Boulones.

## Datos demográficos y lenguas
El pueblo Baga incluye  varias tribus que comparten características culturales. Entre los subgrupos se encuentran los Mandori, Sitemu, Pukur, Bulunits, Kakissa (o Sobané), Koba y Kalum. También están estrechamente emparentados con los Landuma del interior, los Nalu de Guinea-Bissau y los Temne de Sierra Leona, con quienes comparten similitudes lingüísticas.

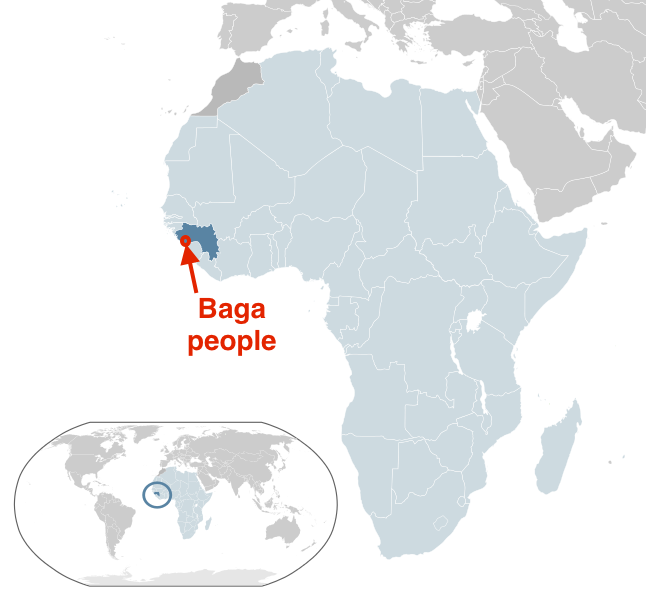
Distribución del pueblo Baga en Guinea (aprox).

El nombre baga deriva de la frase susu bae raka, "gente de la costa".
Hablan las lenguas baga. Muchos también hablan el idioma mande susu porque ha sido la lengua de comercio regional. La lengua baga tiene muchos dialectos, y algunos de ellos se han extinguido.

## Historia
En comparación con otros continentes, África se caracteriza por grupos étnicos múltiples y diversos, una composición étnica compleja y fuertes cambios en el proceso de formación de los grupos étnicos modernos. Las culturas africanas se caracterizan por la distribución interseccional de algunos grupos lingüísticos étnicos, su mezcla y la interacción entre grupos étnicos grandes y muchos pequeños. (Clarke 2006) Sin estudios etnológicos y lingüísticos especializados, a menudo es difícil trazar una línea divisoria entre algunos grupos étnicos y determinar cuál es el grupo nacional y cuál es solo la parte constituyente. Hoy en día, cuando se habla de los baga siempre se hace referencia a que son cultivadores de arroz de manglar y viven en la costa de manglares de la actual República de Guinea. (Ramón 1999) Según la tradición oral baga, los baga son originarios de las tierras altas del interior de Guinea y fueron expulsados por sus agresivos vecinos hacia el oeste, a las tierras pantanosas de la costa. Se les considera "los primeros en llegar" a muchas zonas de la costa de la Alta Guinea y, como consecuencia de ello, adquirieron derechos de propietario. Aquí constituyeron una sociedad acéfala que comprendía una serie de comunidades autónomas.
A partir del siglo XVI, el desarrollo de rutas comerciales portuguesas que se extendían desde más al norte llegó a la región, que simultáneamente había atraído rutas comerciales del interior. El pueblo Baga, dedicado principalmente al cultivo de arroz y nuez de cola y a la producción de sal, fue una fuente de abastecimiento para estos comerciantes. Esta nueva actividad económica atrajo a nuevos colonos a la zona y propició la transformación de la sociedad.
Los colonos portugueses, principalmente lançados, se integraron en la sociedad multiétnica en evolución al casarse con las hijas de los jefes baga (como también sucedió en las colonias americanas). Algunos se convirtieron en líderes políticos de estos pueblos y establecieron dinastías gobernantes de descendientes mestizos. Por ejemplo, las dinastías Gómez y Fernández adquirieron poder político y el inicio de la influencia de la época colonial.
En el siglo XVIII, los fulani crearon una teocracia islámica a partir de Fouta Djallon. Iniciaron incursiones esclavistas contra otros pueblos como parte de la yihad, lo que afectó negativamente a muchos grupos étnicos de África occidental, incluido el pueblo baga. En particular, según Ismail Rashid, el hecho de que las élites fulani consideraran las redadas de esclavos como parte de la yihad religiosa en la década de 1720, les permitió justificar la esclavitud de pueblos no islámicos. También contribuyó a la conversión al islam de pueblos anteriormente animistas.
La gran demanda de esclavos como mano de obra para las plantaciones en las colonias de América y el Caribe hizo que el comercio de esclavos fuera económicamente lucrativo. Los comerciantes ingleses y estadounidenses operaban a lo largo de las costas atlánticas de Guinea y habían establecido puertos para el comercio de esclavos. Durante este período, el pueblo Sosso también emigró a la zona donde vivían los Baga. Establecieron su dominio en el comercio terrestre en cooperación con el Imanato de Futa Jallon. Los Futa estacionaron un santigi en Bara para recaudar impuestos y pagar tributos a los imanes.
A finales del siglo XIX, Guinea fue asumida políticamente como colonia por Francia, un cambio que afectó a todos los grupos étnicos de la zona, incluido el pueblo Baga.
Cuando Guinea se independizó en 1958, el gobierno marxista implementó una política de desmitificación forzosa, y los íconos religiosos animistas tradicionales de los Baga fueron confiscados y destruidos. Después del derrocamiento del antiguo régimen en 1984, el nuevo gobierno hizo del islam la religión del estado y prohibió las prácticas religiosas no musulmanas. Solo después de la muerte de Sekou Toure en 1984, la cultura Baga comenzó a resurgir como afirmación de la identidad tribal.

## Sociedad y cultura
El pueblo Baga, en particular las mujeres, es conocido por sus habilidades en el cultivo de arroz en las tierras bajas pantanosas de la costa sur de Guinea. Los hombres son típicamente pescadores y también  se dedican al cultivo de palmeras. La familia conjunta se basa en el linaje. Tradicionalmente han tenido una sociedad de parentesco patrilineal,  en la que la autoridad la ostentan los ancianos varones de estos grupos familiares. Los ancianos constituyen el consejo de la aldea.
La nacionalización de la tierra y la propiedad por parte de la legislación socialista guineana tras la independencia acabó con el poder efectivo de los ancianos Baga. La mayoría de las familias viven en grupos de estructuras cilíndricas de adobe. Estos están cubiertos con techos de paja hechos con paja de arroz. A veces se agrupan para formar pequeñas aldeas.
Históricamente, el pueblo Baga se había negado convertirse al islam y había conservado sus creencias animistas. Pero durante el período colonial de comercio de esclavos en África occidental, a pesar de resistir la presión religiosa y política de los fulani durante siglos, casi todos los Baga se convirtieron al Islam gracias a la influencia de los misioneros mandé en el siglo XVIII. Ahora son predominantemente musulmanes pero siguen practicando rituales animistas. Por ejemplo, exponen ritualmente a sus muertos durante un tiempo en una arboleda sagrada, queman algunas de sus posesiones y la casa del difunto, antes del entierro al estilo musulmán.
El pueblo Baga es conocido por su rica historia en las artes, sobre todo en madera y metal. Entre ellas destaca la máscara llamada Nimba, un ícono de la diosa de la fertilidad y las máscaras más grandes jamás producidas en África. También tallaban símbolos de Elek como símbolos guardianes y para codificar en ellos su linaje secreto de la sociedad Simo. Diversas artes utilitarias incluían una codificación similar de temas espirituales. Los Baga fabricaban tradicionalmente otra máscara llamada Bansonyi, que consistía en un poste pintado (algunos medían 6 metros de largo), decorado con colores, que terminaba en una bandera de percal y un icono triangular. La Bansonyi se utilizaba en las ceremonias de iniciación masculina. Tras la destrucción sistemática a lo largo de los treinta años de gobierno totalitario marxista y luego islámico, la fabricación de este arte ritual casi se ha extinguido.

### Jefes Baga
En la actualidad, en muchos países africanos, existen dos conjuntos de instituciones de poder: uno es el órgano administrativo de los países modernos, gestionado por el presidente, el gobernador, el jefe del condado, el jefe del municipio y otros funcionarios, desde el gobierno central hasta el gobierno local. El otro es el sistema de poder tradicional, que existe principalmente en las vastas zonas rurales del territorio de los caciques, y pone en práctica el sistema de caciques, que se considera característico de África. Al principio, el sistema de caciques evolucionó a partir del sistema original de clanes. Cuando África pasó gradualmente de una sociedad esclavista a una sociedad feudal, se formaron gradualmente los estados de caciques y el sistema de caciques, grandes y pequeños. Durante el periodo colonial francés, Bald Camara fue elegido primer rey de la región colonial. Pero no hay pruebas de por qué fue elegido. Otro jefe muy importante fue Katongoro. En 1909, los Toure construyeron en Kondeyire la primera mezquita entre los Baga Sitem y empezaron a islamizar a la población. Pero Katongoro cedió algunas tierras a los misioneros cristianos para que difundieran el cristianismo. Y él mismo acabó cristianizándose. A partir de ahí pudimos ver cómo un jefe Baga podía cambiar la cultura de su clan. El sistema de jefes sigue existiendo en África hoy en día, pero en la sociedad moderna con un rápido desarrollo económico, está evolucionando silenciosamente en la dirección de la decadencia y la desintegración, que es el comportamiento consciente y el propósito del gobierno, así como el resultado inevitable del desarrollo social. Con el progreso y el desarrollo de la sociedad, el cacique y el gobierno han establecido una nueva relación de cooperación mutua, y el antiguo sistema de cacicazgo está experimentando cambios notables.

### Máscara Nimba
También conocidas como D'mba, estas máscaras han sido coleccionadas por museos y coleccionistas de 

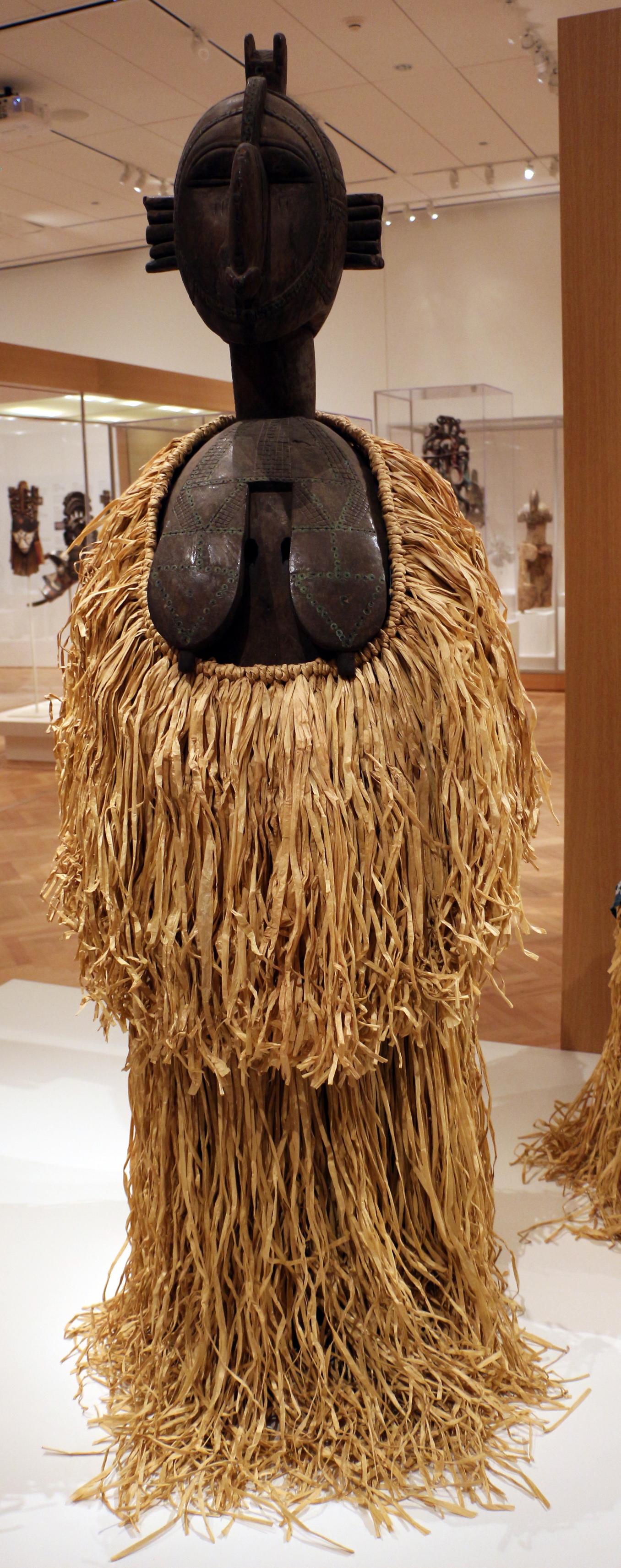
Máscara de D'mba

arte internacionales. Desde principios de la década de 1980, cuando se sustituyó el régimen marxista, algunas comunidades nativas han recuperado la creación de estas piezas rituales.
La primera documentación europea de estas piezas ceremoniales data de 1886 y en ella se señala que fueron talladas y ejecutadas por hombres. Los dos elementos clave que han intrigado a las personas que estudian la Nimba son el pecho y los diseños lineales a lo largo de la cara y la cabeza o el pelo.
Los pechos colgantes representan a una mujer en su estado cenital, que ha dado a luz y amamantado a niños sanos, y el pelo podría parecerse al de sus vecinas de su tierra natal, antes de ser desplazadas de las montañas de Futa Jallon. El peinado recuerda a los Baga sus orígenes en el Futa Jallon. A menudo, en cada mejilla, justo debajo de los ojos, hay dos líneas cortas talladas, la marca de la etnia baga. A veces se añaden adornos de madera pintada en la oreja o colgantes en el tabique nasal.
Aunque los Baga eran animistas antes de la conversión, los ancianos dicen que el D'mba no representa a un espíritu o diosa en particular, sino más bien una idea. El D'mba se baila en las cosechas, las siembras, las baby showers, las bodas y las ceremonias rituales. Es para procurar la fertilidad e inspirar a las mujeres Baga para que tengan fuerza durante el embarazo, y para animar a los hombres a estar al lado de sus mujeres. En el caso de la siembra, inspira a la sociedad a seguir adelante en los tiempos difíciles que puedan llegar. En usos anteriores, la máscara se bailaba al menos dos veces al año, antes de la llegada de las estaciones lluviosas.
La máscara Nimba está tallada en madera oscura de árbol y es la más grande que se conoce en África Occidental. La utilizan los Baga y sus vecinos los Nalu, que viven en Guinea y Guinea Bissau.
Se coloca sobre los hombros del bailarín y se sujeta con una cuerda que se ata al torso. A continuación, se cubre con una tela europea y un cobertor llamado rafia para cubrir completamente al bailarín. Cuando la lleva el mascarero, la máscara puede medir al menos dos metros y medio y pesar ochenta kilos o más. Para que el intérprete pueda ver, los talladores incluyen estratégicamente los agujeros de visión en el torso, debajo del pecho. Con una intrincada escarificación que recuerda el crecimiento agrícola en los campos de África Occidental, la cabeza de la D'mba se asemeja al trenzado paralelo de pelo, común del pueblo Fulbe de las montañas Futa Jallon, y no al Baga. A la máscara se le añaden adornos de pintura y ruido antes de las ceremonias, si se incluyen. La máscara posee todos los rasgos del rostro humano, incluidos nariz, cuello, dos ojos, dos orejas y boca. Mientras que una vista lateral de la máscara ofrece una mayor visión del detalle puesto en la talla mostrando su altura y longitud, la vista vertical suele resultar muy esbelta o delgada permitiendo ver mejor el parecido humano.
Las máscaras Nimba se venden y subastan en todo el mundo por miles de dólares, debido a la delicadeza que requiere su transporte. Forman parte de las exposiciones y colecciones permanentes de numerosos museos de arte y coleccionistas privados. En 2019, el Instituto de Arte de Chicago inauguró una renovada exposición de arte africano que incluía una máscara D'mba. Algunos críticos afirman que, tras viajar a África, el artista Pablo Picasso se inspiró en la máscara D'mba para algunas de sus esculturas. El libro de Frederick Lamps, Art of the Baga People publicado en 1996 contribuyó a que el arte del pueblo Baga se conociera fuera de su territorio.